# 飯山市立常盤小学校
飯山市立常盤小学校（いいやましりつ ときわしょうがっこう）は、長野県飯山市にある公立小学校。2025年3月31日に閉校予定。

## 概要
校章
校歌
- 作詞は浅井洌、作曲者は不明[1]。

## 通学区域
大字大池、大字常盤、大字小沼

## 進学先の中学校
- 飯山市立城北中学校

## 沿革
- 1874（明治7）年 制節学校として設立（校舎：戸隠の阿弥陀寺）[3]
- 1874（明治7）年 校舎を戸隠の木内茂一郎氏宅へ移転
- 1880（明治13）年 戸隠北部の島田に校舎新築
- 1881（明治14）年 「常盤学校」に改称し、新校舎へ移転
- 1882（明治15）年 「村立常盤学校」に改称
- 1889（明治22）年 「常盤尋常小学校」となる（町村令施行により常盤・照里・大池が合併）
- 1893（明治26）年 校舎増築（7間×4間）
- 1901（明治34）年 「常盤尋常高等小学校」となる、雨天体操場新築
- 1902（明治35）年 校舎が手狭となり、尋常1年の教室を阿弥陀寺へ、裁縫室を木内佐助氏宅へ移転
- 1903（明治36）年 尋常2年の教室を阿弥陀寺へ、子守学級教室を木内佐助氏宅へ移転
- 1904（明治37）年 新校舎落成（旧北校舎）
- 1924（大正13）年 講堂・廊下・便所を新築
- 1929（昭和4）年 南校舎・昇降口・便所を新築
- 1941（昭和16）年 「常盤国民学校」となる
- 1947（昭和22）年 「常盤小学校」となる
- 1954（昭和29）年 町村合併により「飯山市立常盤小学校」となる
- 1964（昭和39）年 プール完成
- 1966（昭和41）年 本校11教室、分校5教室、プレハブ校舎完成
- 1968（昭和43）年 創立80周年記念祝賀式を実施
- 1970（昭和45）年 郷土室完成、動物小屋新築、バックネット移転
- 1974（昭和49）年 カラーテレビ設置、卒業生による校歌碑設置
- 1975（昭和50）年 無人化に伴い校舎内シャッター設置
- 1976（昭和51）年 児童昇降口前ピロティーをコンクリート舗装
- 1977（昭和52）年 照里分校が戸狩小学校へ統合
- 1981（昭和56）年 学友林にドイツトウヒ苗59本植樹、常盤小学校改築問題研究委員会発足
- 1984（昭和59）年 校舎改築第一期工事（新校舎本館完成）
- 1986（昭和61）年 校舎第二期工事（体育館・給食棟完成）
- 1987（昭和62）年 「常盤小学校百周年記念事業実行委員会」発足
- 1988（昭和63）年 創立100周年を迎える、新グラウンド・新プール竣工、百周年記念運動会・学習発表会・音楽会を開催、百周年記念式典を実施
- 1989（平成1）年 第一学年2学級編成のため木造校舎建設（学級増）
- 1993（平成5）年 市同和教育にてPTA指定委嘱研究、グランドピアノ寄贈
- 1995（平成7）年 校長室へ校歌衝立寄進
- 1996（平成8）年 身体障害者用エレベーター設置、各階に男女洋式トイレ設置
- 1997（平成9）年 情緒障害児学級新設、昇降口に車椅子用スロープ設置
- 1998（平成10）年 創立110周年記念事業で裏庭に生活科広場開設、「子どもを守る安心の家」委嘱
- 1999（平成11）年 グラウンド全面整地、校庭ネット新装
- 2000（平成12）年 旧校門前の園庭通路および校舎沿いの土手花壇新設、校庭にキューブ型遊具設置
- 2001（平成13）年 地域情報基盤整備事業にてパソコン教室整備
- 2002（平成14）年 校舎壁面に学校の合い言葉懸垂幕設置、中国・広東省華僑情小学校野球チーム来校
- 2004（平成16）年 サポート委員会設置、「なかよし花壇」設置
- 2007（平成19）年 毎日「全校読書」開始、冬日課に「ふれあいタイム」導入
- 2008（平成20）年 創立120周年記念事業実施
- 2009（平成21）年 縦割り班による「なかよし清掃」開始、図書館の床フローリング化、児童トイレにパーティション設置
- 2010（平成22）年 朝の活動に「体力づくり」を設定（マラソン・縄跳び・クロカン）
- 2011（平成23）年 外部団体と協力し、不審者対応訓練、喫煙防止教室などを実施
- 2012（平成24）年 児童書寄贈、「梨元文庫」を図書館に創設
- 2013（平成25）年 5年生が昭和59年洪水の報告書「常盤で生きる」を作成
- 2014（平成26）年 家庭学習と生活習慣作りに向け「パワーアップときわっ子カード」を作成・全校で取り組む
- 2015（平成27）年 信州型コミュニティスクールがスタート